# Ševlje
Ševlje este o localitate din comuna Škofja Loka, Slovenia, cu o populație de 201 locuitori.